# Стивън Цубер
Стивън Цубер е швейцарски футболист, полузащитник на Цюрих. Играе предимно като ляв халф, въпреки че по-силният му крак е десният. При необходимост може да играе и като атакуващ полузащитник и централен нападател.

## Кариера
Като юноша играе за местния Винтертур. През 2006 г. се премества в школата на Грасхопър. От 2008 г. е част от първия състав и дебютира на 12 юли 2008 в Интертото. Освен това играе и за юношеските формации на Швейцария. От 2010 г. е неизменна част от младежкия национален отбор на Швейцария. През 2012 г. играе на олимпийските игри в Лондон. Цубер изиграва над 100 мача за Грасхопър и през 2013 печели купата на страната. На 5 юли 2013 г. подписва за 5 години с ЦСКА Москва и избира фланелката с номер 8. Дебютира за „армейците“ в мачът за суперкупата на Русия срещу Зенит. На 29 август 2013 за първи път получава повиквателна в националния отбор на Швейцария, но не дебютира. Като цяло Цубер разочарова с изявите си за московските армейци и много скоро губи титулярното си място от Георги Миланов. През август Цубер 2014 г. преминава в Хофенхайм.